# Napoléon Henri Reber
Napoléon Henri Reber (Mulhouse, Alsácia, 21 de outubro de 1807 – Paris, 24 de novembro de 1880) foi um compositor francês.
Ele estudou com Anton Reicha e Jean François Lesueur, escreveu música de câmara, e musicou os novos poemas dos melhores poetas franceses. Tornou-se professor de harmonia no Conservatoire de Paris em 1851 e substituiu Fromental Halévy como  professor de composição em 1862, foi inspetor do ramo de conservatórios a partir de  1871, e foi eleito para a cadeira de George Onslow na Academie française em 1853.